# Artimelia
Artimelia é um gênero de traça pertencente à família Arctiidae.